# 田中浩司
田中 浩司（たなか こうじ、生年非公開）は、日本のアメリカ文学の研究者、防衛大学校教授、英文学博士、翻訳家。カトリック作家フラナリー・オコナーを研究した論文、エドガー・アラン・ポーをキリスト教とグリーフケアの観点から捉えた論文、内村鑑三と日本近代作家に関する論文等々を発表。主に文学をキリスト教との関連から研究している。

## 経歴
神奈川県立横須賀高等学校、上智大学外国語学部英語学科を卒業し、横浜国立大学大学院修士課程修了、明治学院大学大学院博士課程満期単位取得退学。。
防衛大学校教授。明治学院大学非常勤講師。日本フラナリー・オコナー協会会長。英米文化学会学術担当理事。明治学院大学キリスト教研究所（元）協力研究員。

## 主な著作
- 『日本人として英語を学び・英語を使う：グローバル時代を生きる若者たちへ』（新評論） 2017.1

### 翻訳
- 『フラナリー・オコナーとの和やかな日々：オーラル・ヒストリー』（ブルース・ジェントリー, クレイグ・アマソン共編、新評論） 2014.11
- 『フラナリー・オコナーのジョージア：20世紀最大の短編小説家を育んだ恵みの地』（サラ・ゴードン、新評論） 2015.5